# Monte (Korsika)
Monte (korsisch U Monte) ist eine französische Gemeinde mit 619 Einwohnern (Stand 1. Januar 2022) im Département Haute-Corse auf Korsika.
Die Gemeinde liegt im korsischen Bergland, 32 Kilometer südlich von Bastia.

## Bevölkerungsentwicklung
| Jahr      | 1962 | 1968 | 1975 | 1982 | 1990 | 1999 | 2007 | 2016 |
| --------- | ---- | ---- | ---- | ---- | ---- | ---- | ---- | ---- |
| Einwohner | 196  | 207  | 189  | 241  | 303  | 444  | 510  | 599  |

## Wirtschaft
Auf dem Gemeindegebiet gelten kontrollierte Herkunftsbezeichnungen (AOC) für Brocciu, Honig (Miel de Corse – Mele di Corsica), Olivenöl (Huile d’olive de Corse – Oliu di Corsica), Kastanienmehl (Farine de châtaigne corse – Farina castagnina corsa) und Wein (Vin de Corse oder Corse blanc, rosé und rouge) sowie geschützte geographische Angaben (IGP) für Clementinen (Clémentine de Corse) und Wein (Ile de Beauté blanc, rosé oder rouge und Méditerranée blanc, rosé und rouge).